# Норчаев, Хусаин Туракул оглы
Хусаин Туракул оглы Норчаев  (узб. Xusain Toʻraqul oʻgʻli Norchayev; род. 6 февраля 2002, Яккабаг, Кашкадарьинская область) — узбекский футболист, нападающий клуба «Алания» и сборной Узбекистана, выступающий на правах аренды за «Насаф».

## Клубная карьера
Карьеру начал в команде «Насаф» (Карши). 14 июня 2020 года дебютировал в Суперлиге Узбекистана в поединке против «Навбахора» (2:2), выйдя на замену на 84-й минуте вместо Ойбека Бозорова.
В феврале 2023 года подписал контракт на 3,5 года с российским футбольным клубом «Алания». К этому времени за «Насаф» во всех турнирах сыграл 100 матчей (по данным сайта globalsportsarchive.com — 98 матчей), забил 40 мячей.

## В сборной
28 мая 2021 года дебютировал за национальную сборную Узбекистана в товарищеском матче с Малайзией (5:1) 9 октября 2021 года.
В 2022 году играл за сборную Узбекистана из игроков до 23 лет на чемпионате Азии среди молодёжных команд и дошёл с командой до финала. В 6 матчах забил 2 мяча.

## Достижения
- Лучший бомбардир Кубка АФК: 2021 (7 голов)[10]